# Marœuil
Marœuil é uma comuna francesa na região administrativa de Altos da França, no departamento de Pas-de-Calais. Estende-se por uma área de 11,82 km². Em 2010 a comuna tinha 2 516 habitantes (densidade: 212,9 hab./km²).